# Neostasina antiguensis
Espèce
Synonymes
- Pseudosparianthis antiguensis Bryant, 1923

Neostasina antiguensis est une espèce d'araignées aranéomorphes de la famille des Sparassidae.

## Distribution
Cette espèce est endémique de l'île d'Antigua à Antigua-et-Barbuda.

## Description
La femelle décrite par Rheims et Alayón en 2016 mesure 16,5 mm.

## Étymologie
Son nom d'espèce, composé de antigu[a] et du suffixe latin -ensis, « qui vit dans, qui habite », lui a été donné en référence au lieu de sa découverte, l'île d'Antigua.

## Publication originale
- Bryant, 1923 : Report on the spiders collected by the Barbados-Antigua Expedition from the University of Iowa in 1918. University of Iowa Studies in Natural History, vol. 10, no 3, p. 10-16 (texte intégral).